# Turistická značená trasa 1832
 Turistická značená trasa 1832 je 1,1 km dlouhá modře značená okružní trasa Klubu českých turistů v okrese Náchod tvořící turistický okruh okolo zatopené pískovny v Adršpašských skalách. Trasa vede územím CHKO Broumovsko.

## Průběh trasy
Turistická trasa má svůj počátek i konec v blízkosti vstupu do Adršpašských skal u adršpašského nádraží na rozcestí se zeleně značenou trasou 4217 vedoucí od výše zmíněného vstupu do centra skal. Trasa vede jihovýchodním směrem lesní částečně po skalách vedoucí pěšinou. Na vyhlídku nad východní zátokou pískovny je zřízena krátká rovněž modře značená odbočka vystupující na ní za pomoci schodišť. Trasa poté klesá do mělkého údolí na křižovatku s neznačenou lesní cestou směřující na východ, kde se stáčí k jihozápadu. Vrací se ke břehu pískovny, podél kterého se postupně stáčí k severu a pod skalní stěnou pokračuje na rozcestí opět s trasou 4217. V souběhu s ní se poté vrací na výchozí rozcestí.

## Turistické zajímavosti na trase
- Národní přírodní rezervace Adršpašsko-teplické skály
- Skalní věže Televizní, Strážce nahých, Rybana, Trdlo a Wihanova věž
- zatopená pískovna včetěn vyhlídek na ní
- místa natáčení pohádky Třetí princ